# جميلة (مغنية أموية)
جميلة (القرن السابع - ت. 720) كانت موسيقية ومغنية وشاعرة من قينية في المدينة المنورة.
كانت مولاة لقبيلة بني سليم، مما يعني أنها كانت عميلة حرة، اعتنقت الإسلام، وهي الخلفية المعتادة للفنانين الموسيقيين المحترفين الأحرار في الخلافة.
كانت هي وزميلتها عزة الميلاء (ت. 705) واحدة من اثنتين فقط من الموسيقيات الحرتين المعروفتين بإدارة مجلسهما الخاص، وهو شكل من أشكال مجالس الترفيه الذي كان لا يزال مقبولًا في هذا الوقت أن يحضره النساء والرجال معًا، حيث لم تكن نساء الطبقة العليا العربية خاضعات بالكامل للفصل بين الجنسين، ولكن كان هناك مراعاة للضوابط الإسلامية. لعب المجلس دورًا كبيرًا في الحياة الموسيقية النابضة بالحياة في المدينة المنورة، حيث كان الموسيقيون يؤدون ويجذبون الرعاة والطلاب.
اشتهرت بإنجازاتها الفنية العالية وكذلك بأعمالها وبكونها معلمة للموسيقيين الذكور المشهورين. كان أحد طلابها الموسيقي معبد (ت. 743)، ووالده كان أفريقي اُستعبد قبل الإسلام، وقال عنها «في فن الموسيقى جميلة هي الشجرة ونحن الأغصان».
قامت جميلة بأداء فريضة الحج من المدينة المنورة إلى مكة، وكان ذلك حدثًا موسيقيًا جذب انتباهًا كبيرًا وعلقت عليه الروايات المعاصرة على نطاق واسع. ضم موكبها جميع الموسيقيين الرئيسين في ذلك الوقت، بالإضافة إلى 50 فتاة مغنية، وقد اُحتُجز الموكب بسبب اهتمام المتفرجين والتجمعات، وكانت عودتها مُناسَبةً لثلاثة أيام من الأعياد الموسيقية.